# Северсталь
Публичное акционерское общество (ПАО) «Северста́ль» — советская и российская вертикально интегрированная сталелитейная и горнодобывающая компания, владеющая Череповецким металлургическим комбинатом (Вологодская область), вторым по величине сталелитейным комбинатом России. Владеет активами в России. Компания состоит из дивизионов «Северсталь Российская Сталь» и «Северсталь Ресурс». Контролирует компанию Алексей Мордашов.
В 2021 году компания вошла в рейтинг журнала Forbes «200 крупнейших частных компаний России», где заняла 16 место с выручкой 494,8 млрд рублей.

## История

Слиток 100-миллионной тонны стали

27 сентября 1940 года был издан приказ НКВД СССР «О строительстве Череповецкого металлургического комбината».
28 июня 1941 года был издан приказ НКВД СССР «О прекращении работ по строительству НКВД в связи с началом войны». Комбинат строился и запускался в строй с использованием труда заключённых ГУЛАГа.
Компания отсчитывает свою историю с 1955 года. В феврале 1959 года в Череповце выпустили первый стальной прокат, что ознаменовало окончание строительства интегрированного металлургического производства.
В 1993 году предприятие было акционировано и позже приватизировано. С ноября 2006 года ГДР на акции «Северстали» торгуются на Лондонской фондовой бирже.
В 2017 году «Северсталь» стала первой российской металлургической компанией, начавшей использовать для управления логистикой решение SAP Transportation. В 2021 году компания начала использовать ERP SAP S4/HANA: к цифровому ядру подключили 26 предприятий. В 2022 году SAP заявила об уходе из России.
2 марта 2022 года компания «Северсталь» прекратила поставки в страны Европейского союза в связи с санкциями, наложенными Евросоюзом на её владельца Алексея Мордашова.
30 ноября 2022 года председатель совета директоров ПАО «Северсталь» Алексей Мордашов заявил, что компания потеряла $400 млн из-за арестов западных складов и счетов.
ПАО «Северсталь» является компанией с российским капиталом: 77,03 % акций в её уставном капитале принадлежит через российские структуры Алексею Александровичу Мордашову — председателю Совета директоров ПАО «Северсталь». Остальные акции находятся в свободном обращении. «Северсталь» также является налоговым резидентом РФ. Значимые счета компании располагаются только в системообразующих российских банках.
16 августа 2025 года коллектив компании «Северсталь» награждён орденом «За доблестный труд».

## Слияния и поглощения
В начале 2000-х годов компания приобрела два завода легковых автомобилей в России: Ульяновский и Завод малолитражных автомобилей (Набережные Челны), которые были выделены в компанию «Северсталь-авто». В 2007 году генеральный директор «Северсталь-авто» Вадим Швецов выкупил контрольный пакет у Алексея Мордашова. В 2008 году «Северсталь-авто» изменило название на Sollers.
В 2004 году «Северсталь» за 285,5 млн долларов купила обанкротившуюся Rouge Steel, впоследствии переименованную в Dearborn. После чего, заключила долгосрочные контракты с Ford Motor Company на поставку листового проката.
В августе 2007 года компания приобрела 22 % акций ирландской золотодобывающей компании «Celtic Resources». Покупателем в интересах «Северстали» выступила её дочерняя компания Bluecone Limited.
В мае 2008 года «Северсталь» закрыла сделку по приобретению американского металлургического предприятия Sparrows Point у компании ArcelorMittal за 810 млн долларов. В июле 2008 года «Северсталь» завершила приобретение компании WCI Steel, расположенной в городе Уоррен, штат Огайо (США). Компания приобрела все находящиеся в обращении акции WCI Steel за $140 млн наличными и позже переименовала её в Severstal Warren, Inc. Данные инвестиции были признаны не слишком удачными: через несколько лет, в марте 2011 года «Северсталь» объявила о продаже трёх из пяти своих заводов, расположенных в США (Severstal Warren, Severstal Wheeling и Severstal Sparrows Point) американской компании Renco Group за 1,2 млрд долларов (при этом на покупку этих трёх заводов было потрачено 2,5 млрд долларов).
В том же 2008 году компания заинтересовалась зарубежными железорудными активами, купив за 37,5 млн долларов 61,5 % компании African Iron Ore Group, которая на 2010 год подтвердила запасы на месторождении Putu в Либерии в 2,4 млрд т руды. В мае 2011 года «Северсталь» объявила о приобретении за $49 млн 25 % бразильской железорудной компании SPG Mineracao (имеется опцион ещё на 50 % данной компании), владеющей железорудными месторождениями в штате Амапа (северная часть Бразилии) с залежами 0,5-1,5 млрд т железной руды.
В июле 2014 года «Северсталь» объявила о подписании договоров о продаже заводов Severstal Dearborn и Severstal Columbus компаниям AK Steel и Steel Dynamics соответственно. Уже в сентябре 2014 года эти сделки на общую сумму в 2325 млн долларов были закрыты.
В июле—августе 2014 года была совершена сделка по продаже PBS Coals Inc., угледобывающего актива «Северстали», канадской публичной компании Corsa Coal Corp, занимающейся производством металлургического угля на территории штата Пенсильвания, США. Таким образом, 10-летний период присутствия «Северстали» на территории США в качестве производителя завершился.
2 мая 2017 года «Северсталь» объявила о закрытии сделки по продаже Redaelli Tecna S.p.A. австрийской компании Teufelberger Wirerope GmbH.
5 февраля 2019 года «Северсталь» и итальянская компания Tenaris объявила о планах совместного предприятия для строительства завода по выпуску сварных труб нефтяного сортамента в Сургуте.
В апреле 2021 — Северсталь приобрела 20 % доли ООО «Производственного объединения „Нижне-Волжский Трубный завод“»
В апреле 2022 года компания объявила о продаже своего угольного бизнеса — «Воркутауголь» компании «Русская энергия».

### Попытка слияния с Arcelor
26 мая 2006 года одна из крупнейших сталелитейных компаний мира Arcelor заявила о планах по слиянию с «Северсталью». В результате сделки владелец «Северстали» Алексей Мордашов должен был получить 295 млн вновь выпущенных акций Arcelor, что эквивалентно 32 % уставного капитала объединённой компании. Эта доля была оценена в 12,98 млрд евро. Взамен Arcelor должен был получить от Мордашова все принадлежащие ему акции «Северстали» (82 %), включая Severstal North America, горнодобывающие активы и долю в итальянской металлургической компании Lucchini. Кроме того, Мордашов должен был доплатить 1,25 млрд евро денежными средствами.
Слияние Arcelor и «Северстали» могло бы привести к созданию крупнейшей металлургической компании в мире с ежегодным объёмом продаж 46 млрд евро, EBITDA на уровне 9 млрд евро и производством в размере 70 млн т в год и стать крупнейшей сделкой российского бизнеса за рубежом. Однако предложение «Северстали» оказалось перекрыто предложением компании Mittal Steel, которое было в итоге одобрено советом директоров Arcelor. В результате 30 июня 2006 года собрание акционеров Arcelor высказалось против предложения «Северстали», одобрив таким образом предложение Mittal Steel (благодаря сделке была создана компания ArcelorMittal).

## Собственники и руководство
Конечными владельцами «Северстали» являются:
- 77,03 % акций — Алексей Мордашов (через российские структуры[32]);
- 22,97 % — акции в свободном обращении.

По оценке Автономной некоммерческой организации «Независимая финансовая экспертиза» формальными собственниками на 1 марта 2012 года являлись:
- Astroshine Limited, Кипр, Никосия, 19,99 %[33]; Anters Associates Limited, Виргинские острова, владеет 100 % уставного капитала Astroshine Limited;
- Loranel Limited, Кипр, Никосия, 19,99 %[33]; Lanton Enterprises Limited, Виргинские острова, владеет 100 % Loranel Limited;
- ООО «Дойче Банк» — номинальный держатель[33];
- Rayglow Limited, Кипр, Лимасол, 9,042 %[33]; Huknal Associates Limited, Виргинские острова, владеет 100 % уставного капитала Rayglow Limited;
- ЗАО Банк Кредит Свисс (Москва) — номинальный держатель[33];
- Lybica Holding B.V., Нидерланды, 19,14 %[33]; ООО «Холдинговая горная компания» в Череповце владеет 100 % уставного капитала Lybica Holding B.V.[33]

Общее собрание акционеров является высшим органом управления ПАО «Северсталь».
Совет директоров отвечает за общее руководство деятельностью компании, а также обеспечивает эффективный контроль за финансовой и хозяйственной деятельностью. В состав совета директоров входит 10 человек, 5 из которых являются независимыми директорами. Действующая структура Совета директоров обеспечивает баланс между пятью независимыми, неисполнительными директорами, двумя неисполнительным директорами и тремя исполнительными директорами.
26 мая 2015 года на заседании Совета директоров «Северстали» председателем Совета директоров «Северстали» избран Алексей Мордашов, Сакари Тамминен утверждён старшим независимым директором и председателем комитета по кадрам и вознаграждениям совета директоров «Северстали». Независимый директор Алин Боуэн был избран председателем комитета по аудиту совета директоров «Северстали», а независимый директор Филип Дэйер был избран председателем комитета по охране здоровья, безопасности труда и охране окружающей среды совета директоров ПАО «Северсталь». Филип Дэйер и Алан Боуэн стали независимыми членами совета директоров компании в июне 2014 года. Они заменили Рональда Фримена и Питера Кралича, вышедших из состава Совета директоров после проведения ежегодного собрания акционеров.
В начале ноября 2006 года компания провела IPO на Лондонской фондовой бирже и российских биржах. В ходе размещения были проданы акции на сумму 1,06 млрд $; капитализация компании по итогам размещения составила 12,7 млрд $.
Члены Совета директоров:
- Алексей Мордашов
- Александр Шевелёв
- Алексей Куличенко
- Сакари Тамминен[англ.]
- Александр Аузан
- Филип Дэйер
- Алин Боуэн
- Агнес Риттер
- Андрей Митюков
- Владимир Мау

С декабря 2016 года на должность генерального директора АО «Северсталь менеджмент» назначен Александр Шевелёв, возглавлявший группу «Свеза», а до этого — «Северсталь-метиз» (входит в ПАО «Северсталь»).
В сентябре 2018 года впервые членом совета директоров стала технический директор «Северсталь менеджмент» Агнес Риттер.

## Деятельность
Компания выпускает горячекатаный и холоднокатаный стальной прокат, гнутые профили и трубы, сортовой прокат и т. п. Основные сталелитейные предприятия, принадлежащие компании: Череповецкий металлургический комбинат в России (мощность 11,6 млн т в год).
Горнорудный сегмент компании представлен в России двумя горно-обогатительными комбинатами (ГОК): «Карельский окатыш» и «Олкон», ежегодно выпускающими 15 млн т железорудного концентрата, угольной компанией «Воркутауголь» (республика Коми), угольной компанией PBS Coals (США) и рядом перспективных горнодобывающих лицензий в развивающихся странах мира.
С 2020 года в компании заработала цифровая платформа Cometal (cometal.ru) (ранее - Metal Processing Hub). Её основная задача — сделать процесс заказа максимально удобным и эффективным. Площадка позволит обеспечить клиентам доступ к сети производственных мощностей, что даёт возможность выбрать вариант выполнения заказа и оперативно его оформить.

### Показатели деятельности
В 2012 году предприятия группы выпустили более 15,4 млн т стали.
Выручка компании за 2012 год по МСФО составила $14,1 млрд, показатель EBITDA — $2,119 млрд, чистая прибыль — $762 млн.
В 2013 году выручка компании составила $9,434 млн, EBITDA достигла $1,818 млн.
В 2015 году компания достигла рекордного показателя рентабельности по EBITDA — 32,8 %, выручка составила $6,4 млрд, показатель EBITDA — $2,1 млрд, а чистая прибыль — $562 млн. Также компания увеличила свободный денежный поток до $1,55 млрд.
Результаты 2015 года были достигнуты в основном благодаря увеличению продаж профильной продукции в РФ на 22,4 % при меньшем росте себестоимости, общих и административных расходов (в среднем 10—11 %).
Группа обладает значительными свободными денежными средствами, размещёнными главным образом в ОАО «Сбербанк» на долларовых депозитах. Общая сумма денежных средств превышает 120 млрд руб. в рублёвом эквиваленте на 31.12.2015 (28 % от всех активов Группы).

### Рейтинговые оценки
Рейтинговое агентство «Эксперт РА» присвоило в 2019 году ПАО «Северсталь» рейтинговую оценку ruAAA со стабильным прогнозом, рейтинг ежегодно подтверждается (2020-2025).
В 2024 году агентство АКРА присвоило компании рейтинг AAA(RU) со стабильным прогнозом, в 2025 году рейтинг подтверждён.

### Предприятия компании
В 2011 году «Северсталь» завершила консолидацию своих золотодобывающих активов и в начале 2012 года выделила её в независимую компанию Nordgold.

## Активы компании

### «Северсталь Российская Сталь»
«Северсталь Российская Сталь» является одним из ведущих производителей стали в России и специализируется на листовом прокате с высокой добавленной стоимостью.
Подразделение содержит заводы по производству труб большого диаметра и метизной продукции, кроме того, сервисные центры и штамповочные предприятия, производящие автомобильные детали.

#### Металлургические предприятия
Череповецкий металлургический комбинат (ЧерМК) входит в список крупнейших в мире интегрированных заводов по производству стали. Его производственная мощность — около 11,6 млн тонн стали в год.
В список продукции входит: арматура, катанка, круг, уголок, швеллер, шестигранник, судовая сталь, сталь для мостостроения, строительства зданий и сооружений, электротехническая сталь, оцинкованная сталь, автолист, гнутые профили, трубная заготовка и др. В 2013 году ЧерМК вышел на объёмы производства в размере 1,25 млн тонн товарного сортового проката, что на 14 % превысило показатель предыдущего года.
Компания имеет как международные сертификаты (ABS, Bureau Veritas, Det Norske Veritas, Germanischer Lloyd’s, Lloyd’s Register, TÜV Rheinland), так и российские (Российский Морской Регистр Судоходства, Российский Речной Регистр, ГОСТ Р).
ЗАО «Северсталь — Сортовой завод „Балаково“» — это комбинат нового поколения в Саратовской области, на котором в конце 2013 года запущено производство сортового проката для строительной отрасли, а в марте 2014 года получена первая плавка. Проектная мощность завода — 1 млн тонн сортового проката в год. В мае 2014 года на заводе освоена технология производства фасонного проката.
Предприятие «Северсталь СМЦ — Колпино», запущенное в Санкт-Петербурге на промышленной площадке Ижорских заводов в 2008 году, выполняет грунтование листа для судостроительных предприятий, производит заготовки для отрасли машиностроения и крупный сварной профиль на строительные нужды.
Штамповочное предприятие «Гестамп — Северсталь — Калуга» осуществляет полный цикл обработки стального проката и выпускает спектр продукции от рулонной стали до автомобильных деталей. Годовой объём производства составляет 13 млн деталей.
В 2014 году компания «Гестамп», специализирующаяся в сфере производства металлических компонентов и узлов для автомобильного сектора, расширила предприятие в Калуге. С 2010 года в предприятие было инвестировано 180 млн евро. Количество сотрудников составляет порядка 400 человек.
«Северсталь — Гонварри — Калуга» — совместное российско-испанское предприятие, основанное в мае 2009 года. Целью предприятия является обеспечение потребностей автомобильной и электротехнической, машиностроительной промышленности. «Северсталь — Гонварри — Калуга» оказывает весь спектр сервисных услуг по продольному и поперечному роспуску металлопроката, вырубке заготовок для дальнейшей переработки металла.

#### Производство труб

##### Ижорский трубный завод
Ижорский трубный завод в Колпино производит трубы большого диаметра из штрипса. Ключевыми клиентами являются компании нефтяной и газовой отрасли. Ижорский трубный завод был построен в 2006 году (инвестиции в проект составили около $600 млн.). Производственная мощность завода составляет 600 тыс. тонн труб в год. Одно из конкурентных преимуществ завода заключается в выпуске 18-метровых труб большого диаметра. В 2014 году «Северсталь» в лице Ижорского трубного завода выиграла два тендера на поставку труб большого диаметра для строительства морского участка газопровода «Южный поток» (South Stream). Для развития производства труб большого диаметра, Северсталь осуществила большую инвестиционную программу на Ижорском трубном заводе.
ТПЗ «Шексна» ежегодно производит на нужды строительной отрасли до 250 тыс. тонн электросварных труб, а также квадратные и прямоугольные профили различного сечения.

##### ТенарисСеверсталь
В 2019 году стало известно о планах компаний «Северсталь» и Tenaris (Италия) по строительству в Сургуте завода для выпуска сварных труб нефтяного сортамента (OCTG). У «Северстали» в совместном предприятии будет 51 %, мощность завода составит 300 тысяч тонн в год. Инвестиции составят $240 млн, финансировать строительство «Северсталь» планирует за счёт собственных средств, Tenaris предоставит технологию сварки. Запуск производства планируется в 2021 году, выход на проектную мощность в 2024 году. Проект реализуется в промышленной зоне поселения Солнечный на площади 45 гектаров. При его реализации в регионе появится около 500 новых рабочих мест. В мае 2020 года проектная документация находилась на стадии прохождения государственной экспертизы. Совместное предприятие, реализующее этот проект, зарегистрировано как ООО «ТенарисСеверсталь».
В конце ноября 2020 года основной владелец «Северстали» Алексей Мордашов заявил, что запуск СП с итальянской Tenaris по строительству завода сварных труб нефтяного сортамента в Сургуте откладывается из-за ситуации на нефтяном рынке.
На декабрь 2020 года капитальные вложения по проекту составили 1,1 миллиарда рублей. На участке площадью около 40 гектаров выполнена планировка, проведены инженерные коммуникации, построена дорога. Строительства производственных корпусов запланировано на 2021 год.
В марте 2021 года «Северсталь» объявила о приостановке проекта по строительству завода. Причиной послужило изменение рыночной конъюнктуры. По словам гендиректор «Северстали» Александра Шевелёва, внутренняя норма доходности проектов, которые реализует «Cеверсталь», должна быть не менее 25%, а у проекта с Tenaris она на текущий момент составляет 15%.
В октябре 2021 года Александра Шевелёв в интервью «Интерфаксу» подтвердил, что этот проект для компании остаётся стратегически привлекательным.

##### Финансовые результаты
В 2013 году выручка Северсталь Российская Сталь составила 8,1 млрд $. В 2014 году выручка дивизиона сократилась на 7% до 7,5 млрд $, а EBITDA составила 1,6 млрд $. Годом позднее выручка Северсталь Российская Сталь также показала снижение на 23% и составила 5,8 млрд $. EBITDA дивизиона осталась на уровне 2014 года в 1,6 млрд $. В 2016 году Северсталь Российская сталь показала снижение выручки на 7% до 5,4 млрд $, EBITDA подразделения также незначительно сократилась до 1,5 млрд $. Однако в 2017 году выручка дивизиона показала рост на 33% и достигла 7,2 млрд $. EBITDA Северсталь Российская Сталь также выросла до 1,8 млрд $. В 2018 году выручка подразделения продолжила рост и составила 7,8 млрд $, а EBITDA выросла до 2,2 млрд $. В следующий 2019 год Северсталь Российская Сталь увеличила свою выручку до 8,0 млрд $, EBITDA подразделения составила 1,5 млрд $. В 2020 году в связи с пандемией COVID-19 выручка дивизиона снизилась до 6,8 млрд $, а EBITDA осталась на уровне 1,5 млрд $. В 2021 году Северсталь Российская Сталь увеличила выручку до 11,2 млрд $, EBITDA дивизиона выросла до 3,7 млрд $.

### Сервисные компании
Сервисные компании созданы для поддержки производственных процессов ЧерМК: ремонт оборудования, машиностроение, прочие ремонтные проекты, а также проекты по проектированию.
«Северсталь Промсервис» — специализируется на строительстве и сборке оборудования, ремонте энергетического оборудования, производству стальных деталей и автомобильных систем, диагностике и проведению землемерных работ.

### Северсталь Ресурс
«Северсталь Ресурс» управляет всеми горнодобывающими активами компании «Северсталь». Предприятия добывают железную руду и коксующийся уголь в России, а также коксующийся уголь в США. В России угольное предприятие ПАО «Северсталь» входит в пятёрку крупнейших производителей, а предприятия по добыче железной руды являются лидерами по объёму добычи в России.

#### Добыча и обогащение железной руды
В состав «Северсталь Ресурс» входят два комплекса по добыче и обогащению железной руды: «Карельский окатыш» (производство окатышей железной руды) и «Олкон» (производство железорудного концентрата). Предприятие «Карельский окатыш» расположено на северо-западе России и производит 20 % всех железорудных окатышей в стране, а также ведёт добычу железистых кварцитов. В 2013 году объём производства окатышей превысил 10,4 млн тонн, а объём добычи породы — 50,5 млн м3. Предприятие «Олкон» находится в Мурманской области, ведёт добычу железистых кварцитов на открытых карьерах и производит железорудный концентрат..
С 2017 года в состав "Северстали" вошёл Яковлевский горно-обогатительный комбинат (ЯГОК), Белгородская область. ЯГОК ведёт разработку Яковлевского месторождения Курской магнитной аномалии.

#### Добыча угля
Добычей угля в компании занимается предприятие «Воркутауголь» (Россия), которое находится в Республике Коми. Предприятие добывает коксующийся и энергетический уголь и является одним из крупнейших в России производителей коксующегося угля твёрдых марок.  В 2013 году на «Воркутауголь» произведено 5,6 млн тонн концентрата коксующегося угля. В декабре 2021 года «Северсталь» подписала соглашение о продаже компании «Воркутауголь» «Русской энергии».
«Северсталь» решила продать угольный актив компании «Русская энергия»  в рамках стратегии декарбонизации. Сумма сделки составила 15 млрд руб. Сделку планируется закрыть в первом квартале 2022 года после получения соответствующих разрешений со стороны Федеральной антимонопольной службы, а также выполнения ряда прочих условий.
Финансовые и производственные показатели
Выручка предприятий «Северсталь Ресурс» составила в 2012 году 3,0 млрд $. В 2013 году предприятиями «Северсталь Ресурс» было продано 15 млн тонн окатышей и концентрата железной руды, 7 млн тонн угля. Выручка «Северсталь Ресурс» в 2013 году составила 2,7 млрд $. Годом позднее подразделение заработало 1,8 млрд $ выручки, а его EBITDA составила 0,5 млрд $. В 2015 году выручка дивизиона продолжила сокращение до 1,2 млрд $. EBITDA «Северсталь Ресурс» в 2015 году также сократилась до 0,4 млрд $. В 2016 году выручка дивизиона сохранилась на уровне 1,2 млрд $. EBITDA также оказалась на уровне 2015 года и составила 0,4 млрд $. «Северсталь Ресурс» в 2017 году нарастил выручку до 1,7 млрд $. EBITDA также выросла до 0,8 млрд $. В 2018 году дивизион снова увеличил выручку до 1,9 млрд $, EBITDA подразделения составила 1,0 млрд $. В 2019 году выручка «Северсталь Ресурс» выросла до 2,2 млрд $, EBITDA дивизиона составила 1,2 млрд $. В 2020 году подразделение сократило выручку до 1,8 млрд $, также наблюдалось снижение EBITDA до 1,0 млрд $. Выручка «Северсталь Ресурс» в 2021 году показала рост до 3,5 млрд $, EBITDA дивизиона также выросла до 2,5 млрд $.

#### «Северсталь-метиз»
«Северсталь-метиз» производит более 55 тыс. видов продукции, в которую входит проволока, гвозди, холоднотянутая сталь, стальные канаты, сетки и крепёж. Суммарная предприятие выпускает более 1,5 млн тонн в год. Заводы «Северсталь-метиз» располагаются в Череповце, Орле и Волгограде.

#### ООО «Стальэмаль»
Расположено на площадке Череповецкого металлургического комбината, имеет филиал в Новокузнецке. (Не относится к активам Северстали. Отдельное предприятие со своим собственником)

#### Прочее
В январе 2022 года «Севергрупп» продала ретейлеру Лента 100% ООО «Новый Импульс-50», которое управляет бизнесом онлайн-магазина Утконос, за 20 млрд рублей.
В 2023 году «Северсталь» продала итальянской Marcegaglia Carbon Steel дистрибуционное подразделение в Латвии Sia Severstal Distribution (SSD).
«Севергрупп Медицина» принадлежит медиа о здоровье и качестве жизни «Купрум».

## Санкции
2 июня 2022 года, из-за вторжения России на Украину, Алексей Мордашов был включён в блокирующий санкционный список США «против элиты», одновременно под санкции попали связанные с ним компании, в том числе  «Северсталь». 19 мая 2023 года «Северсталь» включена в санкционный список Великобритании так как «получает и получало выгоду от правительства России или оказывает ему поддержку».
22 августа 2023 года «Северсталь» включена в санкционный список Канады против организаций российского военно-промышленного комплекса, финансового и ядерного сектора и предприятий, «которые связаны с режимом Путина».
Также, по аналогичным основаниям, компания была внесена в санкционные списки Австралии, Украины и Новой Зеландии.
23 марта 2022 года, после введения санкций, компания не смогла выплатить купон в размере $12,6 млн по евробондам. «Северсталь» стала первой российской компанией, допустившей технический дефолт по евробондам.